# حادث حافلة المنيا (2017)
هجوم المنيا هو هجوم إرهابي بالرصاص، وقع صباح يوم الجمعة 26 مايو 2017، على الطريق الصحراوي الغربي. استهدف عشرات الأقباط كانوا يستقلون حافلة في طريقهم إلى دير الأنبا صموئيل المعترف، في محافظة المنيا. الهجوم أسفر عن مقتل 29 شخصاً وإصابة 24 آخرون.

## خلفية
في فبراير 2017 دعت ولاية سيناء التابعة لتنظيم الدولة الإسلامية لشن هجمات على المسيحيين الأقباط، وفي 9 أبريل تبنت ولاية سيناء تفجير كنيستي مار جرجس في مدينة طنطا ومار مرقس في مدينة الإسكندرية وراح ضحيتها 45 شخص وحوالي 125 جريح.

## تفاصيل الهجوم
قالت وزارة الداخلية المصرية، إن الأجهزة الأمنية بمديرية أمن المنيا، تلقت بلاغًا صباح يوم الجمعة، بقيام مجهولين يستقلون ثلاث سيارات دفع رباعي بإطلاق النيران بشكل عشوائي تجاه أتوبيس يقل عدد من المواطنين الأقباط أثناء سيره بالطريق الصحراوي الغربي دائرة مركز شرطة العدوة وعلى الفور انتقلت القيادات الأمنية إلى محل الواقعة وتبين وقوع الحادث أثناء سير الأتوبيس بأحد الطرق الفرعية الصحراوية متوجهًا إلى دير الأنبا صموئيل غرب مدينة العدوة، وهو ما أسفر عن وفاة 28 مواطنًا معظمهم من الأطفال وإصابة آخرين.

## تبني الهجوم
في يوم 27 مايو 2017 الموافق 1 رمضان 1438 هـ أعلن تنظيم داعش تبنيه للهجوم الذي استهدف حافلة في المنيا بمصر، والذي راح ضحيته عشرات من الأقباط.

## ردود الفعل

### المحلية
- دعى الرئيس عبد الفتاح السيسي لعقد اجتماع أمني مصغر على خلفية الهجوم.[6]
- طالب النائب العام بفتح تحقيق عاجل في هجوم المنيا الإرهابي.[7]
- الكنيسة القبطية أعربت عن ألمها إزاء هجوم المنيا الإرهابي الذي استهدف حافلة لأقباط كانوا في طريقهم لدير الأنبا صموئيل المعترف بجبل القلمون في مغاغة.[8]

### الدولية
- السعودية : تدين هجوم المنيا وتجدد وقوفها بجانب مصر في مواجهة الإرهاب. وتقدم العزاء لذوي الضحايا ولجمهورية مصر حكومة وشعبا.[9]
- الكويت: قال مصدر مسئول في وزارة الخارجية في تصريح صحفي، اليوم الجمعة، أن هذا العمل الجبان يشكل تعديا وانتهاكا لتعاليم شريعتنا السمحاء ولكل القيم والأعراف الإنسانية.[10]
- الإمارات العربية المتحدة: أكدت وزارة الخارجية والتعاون الدولي في بيان لها تضامن دولة الإمارات العربية المتحدة مع جمهورية مصر العربية الشقيقة ووقوفها إلى جانبها في مواجهة هذا العمل الإجرامي الخبيث.[11]
- عُمان: جدد بيان وزارة الخارجية العُمانية، موقف السلطنة الثابت والرافض لكل أشكال العنف والإرهاب والأعمال الإجرامية التي تروع الأبرياء والآمنين وتتنافى مع القيم والمبادئ الإنسانية.[12]
- قطر: أكدت وزارة الخارجية في بيان اليوم موقف دولة قطر الثابت من رفض العنف والإرهاب مهما كانت الدوافع أو الأسباب.[13]
- البحرين: أكدت وزارة الخارجية تضامن مملكة البحرين مع جمهورية مصر العربية الشقيقة، ووقوفها إلى جانبها في مواجهة الإرهاب والتصدي لكل أشكال العنف والتطرف ودعمها التام لكل ما فيه أمن مصر واستقرارها وسلامة مواطنيها وكافة المقيمين على أراضيها.[14]
- العراق: قال المتحدث باسم الوزارة الخارجية العرقية أحمد جمال في بيان له أن الوزارة تدين بشدة العمل الإرهابي البشع الذي استهدف حافلة تقل مدنيين أقباط بمحافظة المنيا جنوبي مصر”، مؤكدا “وقوف العراق إلى جانب الشعب المصري الشقيق وحكومته ضد كل جماعات التطرف والإرهاب.[15]
- فلسطين: ندد الرئيس الفلسطيني محمود عباس باسمه شخصياً وباسم دولة فلسطين وشعبها، بهذا الحادث الآثم، مؤكداً وقوف شعبنا إلى جانب مصر وقيادتها برئاسة الرئيس عبد الفتاح السيسي في حربهم ضد الإرهاب وضد من يحاول خلق الفتنة والمس بالنسيج الاجتماعي.[16]
- تونس: أكدت تونس وفق بلاغ لوزارة الشؤون الخارجية، تضامنها الكامل مع الشعب المصري الشقيق، ومساندتها للإجراءات التي تتخذها الحكومة المصرية لمواجهة الاعتداءات الإرهابية الهمجية والجبانة التي تستهدف أمن مصر واستقرارها ووحدة شعبها.[17]
- الأردن: أعرب رئيس مجلس الوزراء الأردني هاني الملقي عن خالص تعازيه الي الرئيس عبد الفتاح السيسي، ورئيس الوزراء، وشعب مصر الشقيق بأكمله لضحايا حادث المنيا الإرهابي.[18]
- إيران: أدان المتحدث باسم الخارجية الإيرانية بهرام قاسمي الاعتداء الإرهابي على حافلة تقل أقباطا في مصر.[19]
- الولايات المتحدة: أدانت السفارة الأمريكية بالقاهرة الهجوم الإرهابي المروع والخسيس الذي وقع الآن، الجمعة، ضد المدنيين الأبرياء في المنيا.[20]
- المملكة المتحدة: دان جون كاسين سفير بريطانيا بالقاهرة الهجوم الإرهابي الذي وقع في وقت سابق بمحافظة المنيا واستهدف حافلة تقل عدد من المواطنين الأقباط.[21]
- ألمانيا: قال متحدث باسم الحكومة الألمانية في برلين: «هذا النوع من الإرهاب ضد أتباع عقائد مغايرة مخيف ومفزع وما هو إلا مأساة».[22]
- روسيا: دعت الخارجية الروسية المواطنين الروس في مصر إلى توخي الحذر والابتعاد عن أماكن التجمع بعد حادثة إطلاق النار على حافلة تقل مسيحيين.[23]
- فرنسا: عبّر وزير الخارجية الفرنسي عن خالص تعازيه لأسر الضحايا وعن تضامنه الكامل مع السلطات والشعب المصري، مؤكداً أن فرنسا تقف بحزم إلى جانب مصر في حربها ضد الإرهاب.[24]
- المغرب: أرسل ملك المغرب محمد السادس برقية تعزية للرئيس عبد الفتاح السيسي على خلفية الهجوم على حافلات الأقباط.[25]
- اليمن: أكدت وزارة الخارجية اليمنية في بيان لها أن مثل هذه الأعمال الإرهابية تتنافى مع كل القيم الإنسانية والأخلاقية والدينية.[26]
- السودان: أعرب المتحدث باسم الخارجية السودانية قريب الله خضر في بيان له عن إدانة واستنكار الخارجية الشديدين للهجوم المسلح في محافظة المنيا و”راح ضحيته العشرات من الأبرياء الآمنين في جريمة مروعة تتنافى مع كافة القيم والمبادئ الإنسانية”.[27]

### منظمات
- مجلس الأمن: أدان مجلس الأمن الدولي استهداف حافلة للأقباط بمحافظة المنيا، الذي أسفر عن سقوط شهداء ومصابين. ووقف أعضاء المجلس دقيقة حداداً على شهداء حادث المنيا في بداية جلسة المجلس يوم 26 مايو 2017.[28]
- منظمة التعاون الإسلامي: وصف الأمين العام للمنظمة الدكتور يوسف العثيمين هذا العمل الإرهابي بالجبان الذي لن يزيد الشعب المصري إلا وحدة وتماسكاً في مكافحة الإرهاب.[29]

## الرد العسكري
قامت القوات الجوية المصرية بتوجيه ضربة جوية مركزة داخل العمق الليبي، استهدفت التنظيمات الإرهابية المدعومة من تنظيم «داعش» لتنفيذ عمليات إرهابية ضخمة داخل الأراضي المصرية، بعد التأكد من اشتراكهم في التخطيط والتنفيذ للحادث الإرهابي الذي وقع بمحافظة المنيا.